# Planolinus uliginosus
Planolinus uliginosus é uma espécie de insetos coleópteros polífagos pertencente à família Aphodiidae.
A autoridade científica da espécie é Hardy, tendo sido descrita no ano de 1847.
Trata-se de uma espécie presente no território português.